# Widow's Weeds
Widow's Weeds je první album od norské gothic-death-doom metalové kapely Tristania.

## Seznam skladeb
1. Preludium – 1:09
2. Evenfall – 6:53
3. Pale Enchantress – 6:31
4. December Elegy – 7:31
5. Midwintertears – 8:32
6. Angellore – 7:16
7. My Lost Lenore – 6:23
8. Wasteland's Caress – 7:40
9. Postludium – 1:10